# 恒济镇
恒济镇，是中华人民共和国江苏省盐城市建湖县下辖的一个乡镇级行政单位。

## 行政区划
恒济镇下辖以下地区：
孟庄社区、山河村、恒东村、建中村、强为村、九里村、沿南村、恒庆村、建河村、东袁村、苗庄村和花垛村。